# Lénárddaróc
Lénárddaróc ist eine ungarische Gemeinde im Kreis Ózd im Komitat Borsod-Abaúj-Zemplén.

## Geografische Lage
Lénárddaróc liegt in Nordungarn, 31 Kilometer nordwestlich des Komitatssitzes Miskolc, 10 Kilometer südöstlich der Kreisstadt Ózd, an dem Fluss Csernely-patak. Nachbargemeinden sind Csokvaomány, Nekézseny, Nagyvisnyó, Szilvásvárad, Bükkmogyorósd und Csernely.

## Geschichte
Im Jahr 1913 gab es in der damaligen Kleingemeinde 88 Häuser und 415 Einwohner auf einer Fläche von 815 Katastraljochen. Sie gehörte zu dieser Zeit zum Bezirk Ózd im Komitat Borsod.

## Sehenswürdigkeiten
- Römisch-katholische Kirche Szent János apostol
- Szent-Erzsebet-Heiligenstandbild
- Traditionelle Wohnhäuser
- Weltkriegsdenkmal

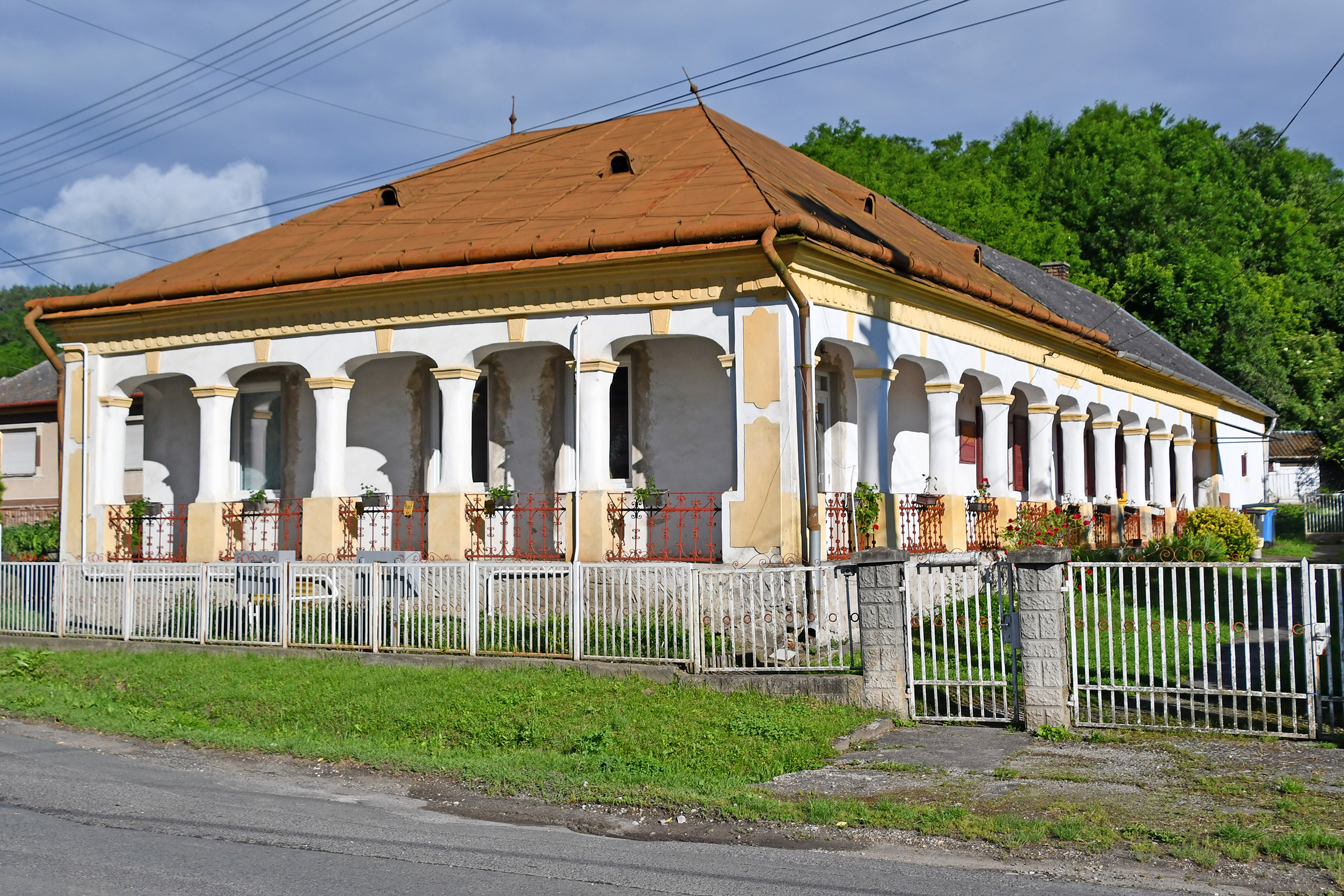
Ehemaliges Landhaus
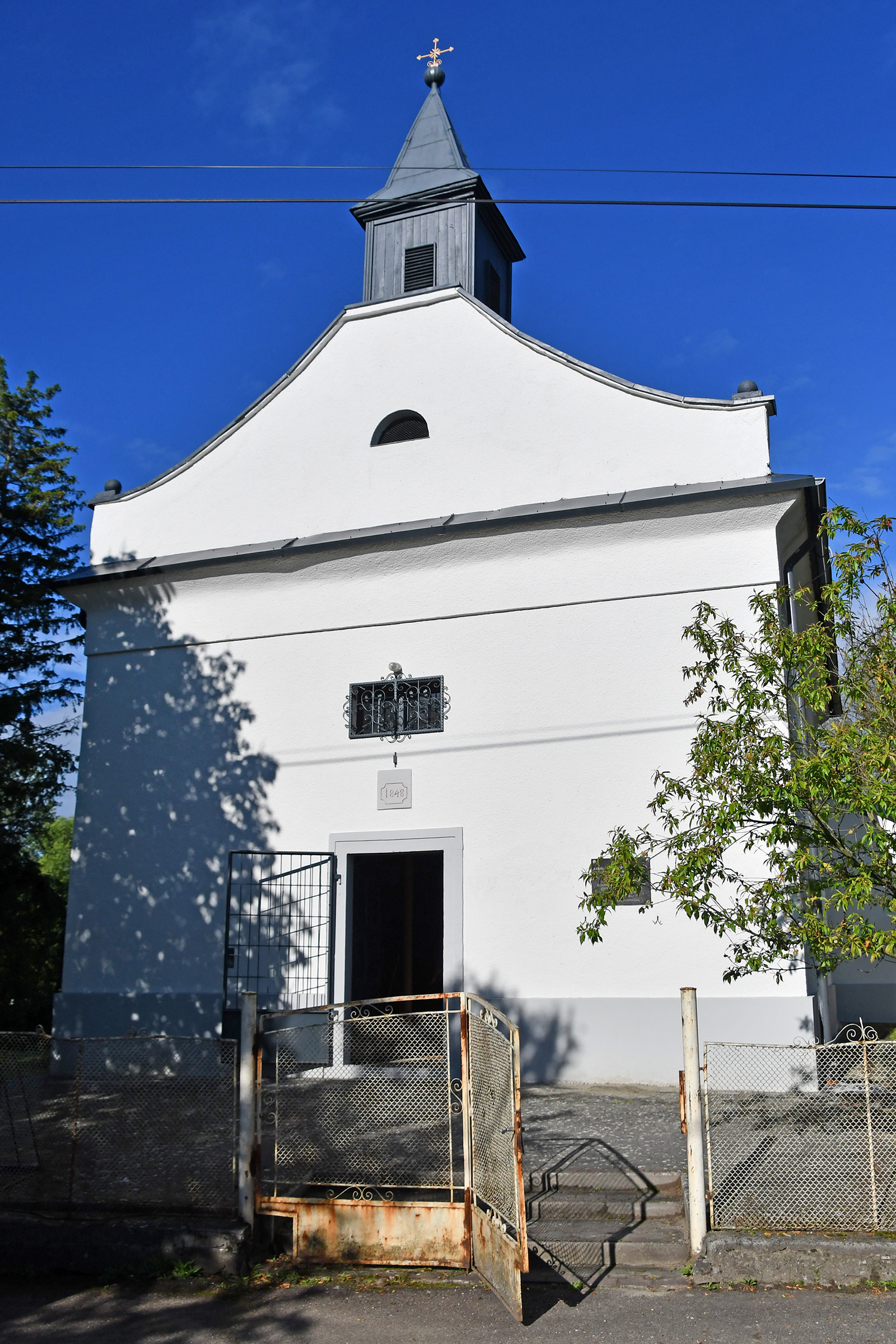
Röm.-kath. Kirche Szent János apostol
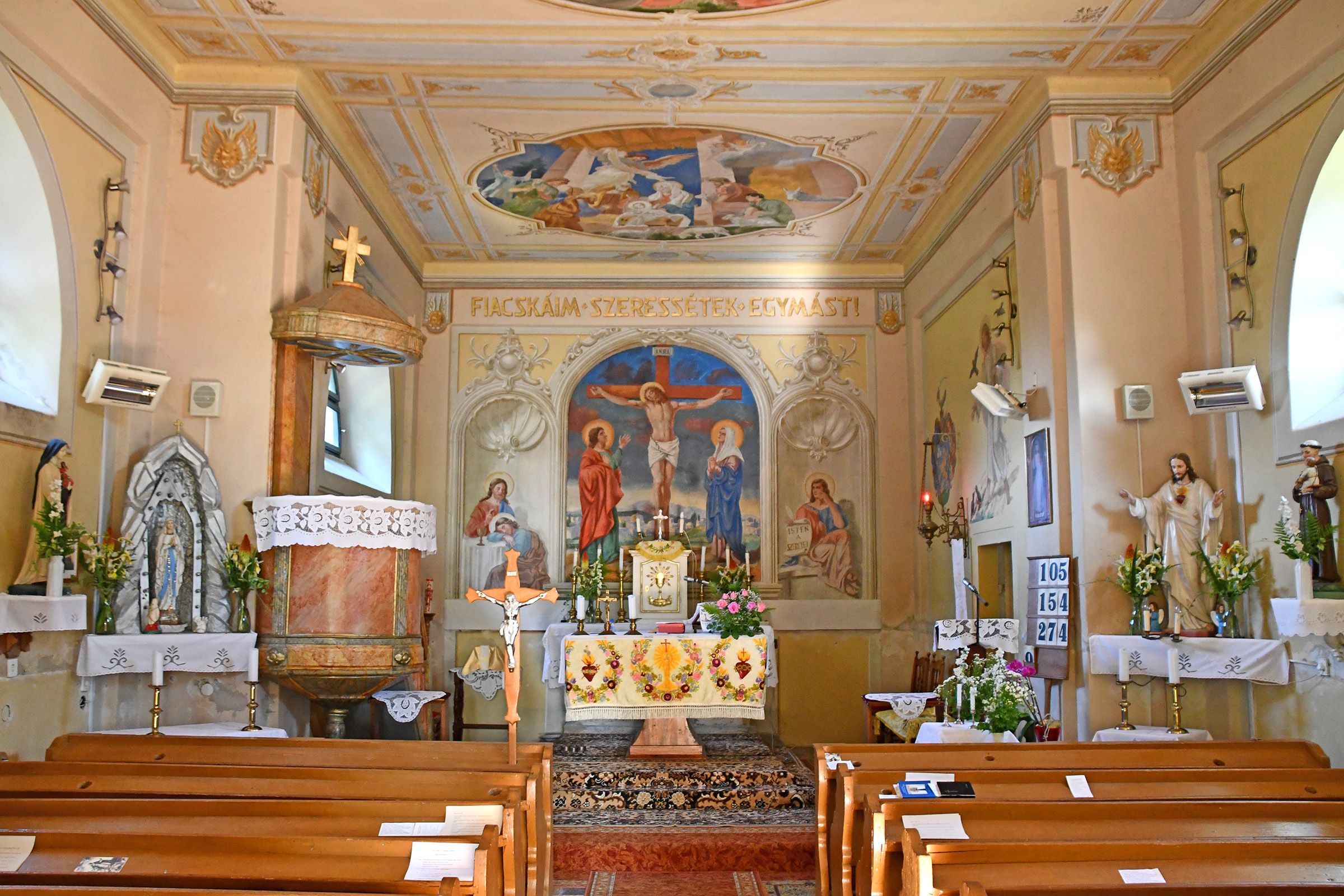
Innenraum der Kirche
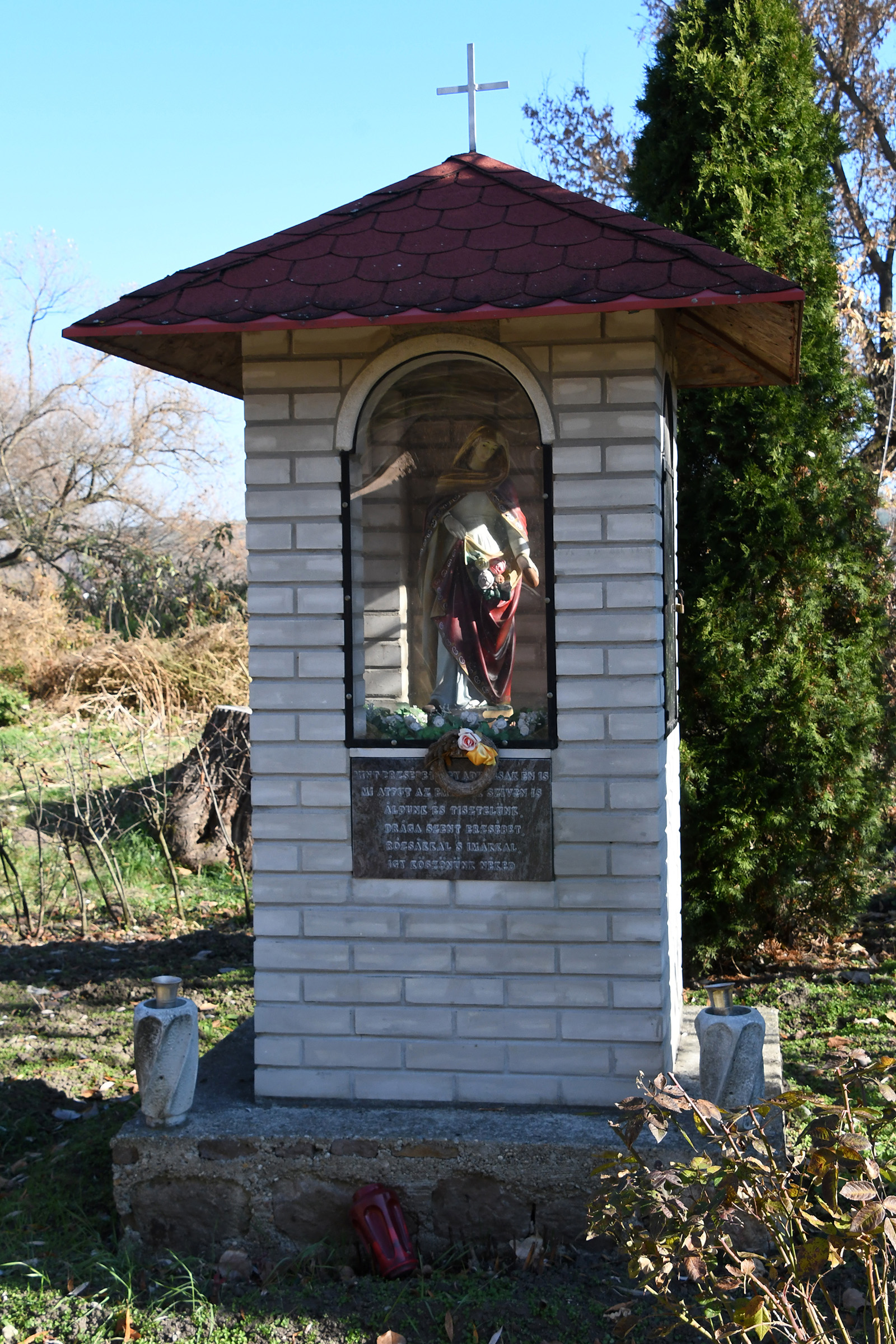
Szent-Erzsebet-Heiligenstandbild

## Verkehr
Durch Lénárddaróc verläuft die Landstraße Nr. 2518. Der nächstgelegene Bahnhof befindet sich südlich in Szilvásvárad.